# うどんすき

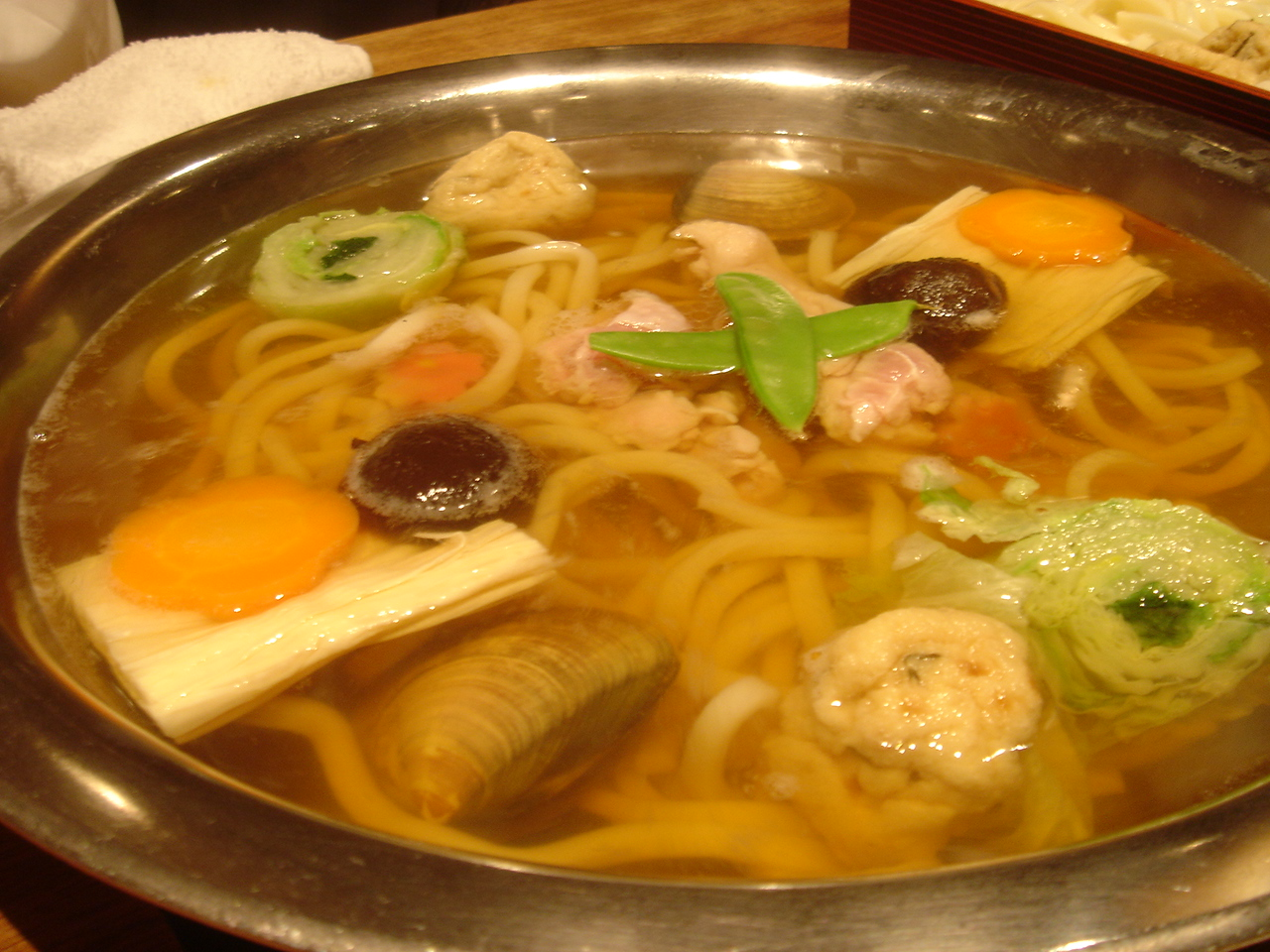
うどんすき

うどんすき（饂飩鋤）は、大阪府の郷土料理。同じく大阪府の郷土料理の魚すき（海魚のすき焼き）にうどんを加えた鍋料理の商標名。
だし汁でうどんと様々な具材を煮ながら食べる料理。すきうどんなどの名称を用いる店もある。
「うどんすき」は美々卯の登録商標であるが、現在は普通名称化しているとの判決が下されており、同社以外の飲食店でも「うどんすき」の名称を用いることができる（後述）。

## 概要
うどんすきは、薄味のだし汁でうどんと様々な具材を煮ながら食べる寄せ鍋の一種であり、
関西において牛のすき焼き同様に魚すきから派生したすき焼きではあるが、現在の牛のすき焼きとは異なる料理である。

## 発祥
1928年（昭和3年）に大阪市の美々卯初代・薩摩平太郎は、魚すきの残りにうどんを入れて煮込んだところ、だし汁が染み込み美味しいことに着目し、
山の幸・海の幸15～16種類を鉄鍋で煮込む料理を創作した。美々卯三代目・薩摩卯一はうどんすきは蕎麦をしゃぶしゃぶ風に食べるという発想が生まれたのがきっかけで完成したのは昭和8年頃といっている。
同店は当時東京式の蕎麦屋であり、戦前までは蕎麦のすき焼きがあった。

## 調理・具材
鍋にたっぷりのうどんつゆを入れ、鶏肉、エビ、焼穴子、ハマグリ、ハクサイ、ひろうす、シイタケ、ニンジン、ミツバ、湯葉、生麩、蒲鉾、サトイモなど季節の食材を、うどんと共に煮ながら食べる。うどん及び火の通りにくい具材にはあらかじめ下茹でを施し、軽く温める程度で食べられるように下ごしらえをしておく。薬味には青ねぎ、ショウガ、もみじおろしなどが用いられる。
飲食店ではアルミやステンレス、銅などで作られた浅い鍋を使用するが、家庭では土鍋などで代用されることもある。

## うどんちり
同様の材料を用いるが、味付けを施さないちり鍋としてポン酢などで食べるうどんちりという料理もある。また、京都市にはうどんすきのようにだしで煮込む鍋をうどんちりという名称で提供している店もある。

## 「うどんすき」の商標と普通名称化
「うどんすき」の名称は1960年に商標登録されていたが、1988年に杵屋が「杵屋うどんすき」を売り出し、1991年には商標権が認められたために、美々卯が特許庁に無効審判を請求した。東京高裁は1997年に、『うどんすき』の文字は「『うどんを魚介類、鶏肉、野菜、その他の具と合わせて食べる鍋料理の一種』として一般に認識されている」との判断を示し、美々卯の訴えを退けた。このため、現在は誰でも自由に「うどんすき」の名称を用いることができる。なお、この高裁判決によって美々卯の商標登録が無効になったというものではなく、登録そのものは依然として有効である。普通名称化した商標一覧#裁判所により普通名称化したとの判断が示されているものも参照。